# Corps australien
Le Corps australien est un corps d'armée de la Première Guerre mondiale qui comprend les cinq divisions d'infanterie australiennes servant sur le front occidental. C'est à l'époque le plus grand corps déployé par l'Empire britannique en France. À son apogée, le Corps australien compte 109 881 hommes. En 1918, le quartier général se compose de plus de 300 membres du personnel de tous grades, y compris des officiers supérieurs d'état-major, ainsi que du personnel de soutien tel que des commis, des chauffeurs et des batteurs. Formé le 1er novembre 1917, le corps remplace le Ier corps de l'Anzac tandis que le IIe corps de l'Anzac, qui contient la division néo-zélandaise, devient le XXIIe corps britannique (en) le 31 décembre. Alors que sa structure varie tout au long du conflit, le corps australien comprend généralement 4 à 5 divisions d'infanterie, l'artillerie de corps et l'artillerie lourde, un escadron volant de corps et des sections de ballons captifs, des batteries anti-aériennes, des ingénieurs de corps, des troupes montées de corps (cheval léger et cyclistes), ateliers d'artillerie, des unités médicales et dentaires, du transport, du sauvetage et une société d'emploi.

## Organisme
Le corps comprend :
- 1re division
- 2e division
- 3e division
- 4e division
- 5e division
- 6e division

### Lectures complémentaires
- Charles Bean, The Australian Imperial Force in France during the Main German Offensive, 1918, vol. V, Canberra, Australian War Memorial, coll. « Official History of Australia in the War of 1914–1918 », 1941 (OCLC 220898057, lire en ligne)
- Charles Bean, The Australian Imperial Force in France during the Allied Offensive, 1918, vol. VI, Canberra, Australian War Memorial, coll. « Official History of Australia in the War of 1914–1918 », 1942 (OCLC 41008291, lire en ligne)